# Zofia Olejnik
Zofia Stanisława Olejnik (ur. 5 stycznia 1937 w Borkach Serockich) – polska rolniczka i polityk, posłanka na Sejm PRL VIII kadencji.

## Życiorys
Uzyskała wykształcenie zasadnicze zawodowe. Prowadziła specjalistyczne gospodarstwo rolne. W 1968 wstąpiła do Zjednoczonego Stronnictwa Ludowego, w którym w latach 1975–1978 była członkinią Wojewódzkiego Komitetu. Od 1976 do 1980 była radną Wojewódzkiej Rady Narodowej. W latach 1980–1985 pełniła mandat posłanki na Sejm PRL VIII kadencji w okręgu Siedlce. Zasiadała w Komisji Pracy i Spraw Socjalnych, Komisji Przemysłu Lekkiego oraz w Komisji Polityki Społecznej, Zdrowia i Kultury Fizycznej.